# Monika Podlogar
Monika Podlogar (* 20. Juni 1998) ist eine slowenische Leichtathletin, die sich auf den Hochsprung spezialisiert hat.

## Sportliche Laufbahn
Erste internationale Erfahrungen sammelte Monika Podlogar im Jahr 2019, als sie bei den Balkan-Hallenmeisterschaften in Istanbul mit übersprungenen 1,75 m auf den zehnten Platz gelangte. Anschließend schied sie bei der Sommer-Universiade in Neapel mit 1,70 m in der Qualifikationsrunde aus. 2023 belegte sie bei den Balkan-Meisterschaften in Kraljevo mit 1,79 m den sechsten Platz, ehe sie bei den World University Games in Chengdu mit 1,80 m auf den achten Platz gelangte.
In den Jahren 2014 und 2017 wurde Podlogar slowenische Meisterin im Hochsprung.